# Википедия и антисемитизм
Википедия столкнулась с различными проблемами, связанными с антисемитизмом, искажением истории Холокоста и предвзятостью, особенно в отношении палестино-израильского конфликта. Различные группы редакторов, мотивированные идеологически, пытались исказить информацию и продвигали антисемитские стереотипы. Споры вокруг надёжности источников, таких как Антидиффамационная лига, и обвинения в предвзятости в отношении Израиля и еврейского народа вызывают разногласия и критику в адрес Википедии и её сообщества редакторов.
Отмечается влияние ультраправого антисемитизма на отдельные языковые разделы Википедии и темы статей, а также более глобальное влияние левого или ультралевого антисионизма и антиизраильских представлений на англоязычный раздел Википедии. Как «в целом надёжные» Википедия оценивает «ультралевые издания», известные своей антиизраильской позицией; в то время как «консервативные источники» обозначены «с различными оттенками ненадёжности».
Статьи Википедии снабжают миллиарды людей и большие языковые модели, регулярно обучающиеся на сайте, в том числе сведениями и нарративами о евреях, еврейской истории, Израиле и сионизме.

## История
Случаи антисемитского неправомерного поведения со стороны участников Википедии имели место уже в первые годы существования Википедии. Исследователь Джозеф Ригл выделяет длительный эпизод 2005 года, когда неонацисты стремились сохранить статью о «еврейском этноцентризме», основанную на трудах антисемитского профессора Кевина Макдональда. Другие неправомерные действия включали антисемитский вандализм на страницах Википедии. Википедия отреагировала на такой вандализм, заблокировав совершивших его пользователей. Сайт получил положительный отзыв за реакцию на антисемитский вандализм, такой как размещение свастик, что выгодно отличало его от социальных сетей.
В исследовании 2010 года говорилось, что «систематическое устранение критики» позволило редакторам Википедии не допустить наличие в статьях критики неправительственных организаций (НПО), включая два случая, когда НПО обвинялась в продвижении антисемитского или антиизраильского дискурса. В 2018 году журналист Яир Розенберг раскритиковал тех редакторов Википедии, которые пытались удалить обвинения в антисемитизме, выдвинутые против Лейбористской партии Великобритании.
Было проведено несколько исследований отношения Википедии к массовому убийству евреев во время Холокоста, включая разные языковые разделы Википедии. Исследование 2016 года показало, что явные антиеврейские заявления встречались редко, статьи различались по представлению отрицания Холокоста и еврейского героизма, а проблемы не обязательно коррелировали с принимающей культурой языкового раздела.
В хорватской Википедии правая группа взяла под контроль почти весь сайт и, в частности, «обеляла» историю хорватской фашистской организации усташей в «Независимом государства Хорватия» (NDH) и связанную с этими структурами политику геноцида. Независимый консультант Викимедиа, нанятый в 2021 году, чтобы оценить ситуацию писал, что взаимосвязанные статьи создали «паутину обмана» с целью «повлиять на окончательное моральное или оценочное суждение читателя». Местная пресса называла хорватскую Википедию «нацистской „Википедией“», или «NDH-pedia».
В январе 2025 года издание The Forward сообщило, что консервативный аналитический центр The Heritage Foundation планирует раскрыть информацию о редакторах сайта, добавивших текст, который он посчитал антисемитским. Центр направил еврейским организациям презентацию, которую планировал использовать для раскрытия личностей редакторов. В ответ сообщество Википедии в марте того же года приняло решение добавить сайт Heritage Foundation в чёрный список.

## Ревизионизм в статьях о Холокосте в Польше
В 2023 году была опубликована статья, авторы которой, историки Ян Грабовски и Шира Кляйн, утверждают, что группа идеологически мотивированных редакторов в течение нескольких лет занималась систематическим искажением истории польских евреев в нескольких статьях Википедии с целью привести её в соответствие с националистическими взглядами польских ультраправых. Согласно авторам статьи, группа фальсифицировала доказательства, лоббировала маргинальные источники, ставила фальшивые ссылки на источники и продвигала антисемитские стереотипы. Статьи утверждали о соучастии евреев в их собственном уничтожении, бандах еврейских коллаборационистов, помогающих гестапо, евреях, поддерживающих коммунистов и предающих поляков. Целью, как утверждается, было обелить роль польского общества в Холокосте, минимизировать польский антисемитизм, преувеличить роль поляков в спасении евреев, а также обвинить в Холокосте самих евреев. Исследование проводилось в течение двух лет и было опубликовано в рецензируемом «Журнале исследований Холокоста». В отличие от большинства других академических публикаций, статья получила большое число просмотров. О результатах исследования сообщили газеты более чем в десятке стран, включая национальные издания, такие как немецкий Der Spiegel. По словам Ширы Кляйн, «Важны не только конкретные детали, которые мы раскрыли — тревожное искажение Холокоста, — но и общее явление дезинформации в эту цифровую эпоху. Википедия — седьмой по посещаемости сайт в мире. Для многих это первый и единственный источник информации».
Арбитражный комитет английской Википедии впоследствии дал оценку действий редакторов в затронутых статьях и запретил двум редакторам вносить вклад в эту тематическую область. Кляйн раскритиковал предложенные меры как недостаточные по глубине и последовательности.

## Ситуация вокруг Антидиффамационной лиги
В июне 2024 года группа редакторов и администраторов Википедии на английском языке отнесла Антидиффамационную лигу (ADL) к «в целом ненадёжным» источникам в вопросах израильско-палестинского конфликта. Редакторы утверждали, что ADL «смешивает» антисионизм с антисемитизмом и использует определение антисемитизма IHRA, которое, по их мнению, клеймит любую критику Израиля в качестве антисемитской и подавляет пропалестинскую риторику. Они утверждали, что ADL «очерняет» организацию «Студенты за справедливость в Палестине» из-за призыва ADL университетам расследовать, оказывала ли данная организация материальную поддержку ХАМАСу, который признан в США террористической организацией. Администратор английской Википедии, который оценивал консенсус сообщества в этом обсуждении, заявил о наличии весомых доказательств того, что ADL действует в качестве «произраильской пропагандистской группы», которая публикует неопровергнутую дезинформацию «до такой степени, что это портит их репутацию в плане точности и проверки фактов относительно израильско-палестинского конфликта», а также указал на «обыкновение ADL смешивать критику действий израильского правительства с антисемитизмом». Позже в том же месяце сообщество английской Википедии пришло к выводу, что ADL нельзя считать достаточно надёжным источником также в темах, где происходит «пересечение проблем антисемитизма и [израильско-палестинского] конфликта, например, по вопросу обозначения пропалестинских активистов как антисемитов», но «ADL можно приблизительно считать надёжным источником информации по теме антисемитизма, когда эта тема не соприкасается с темами Израиля и сионизма».
ADL раскритиковала это решение, заявив, что оно является частью «кампании по делегитимации ADL». Джеймс Леффлер из Университета Джонса Хопкинса, профессор современной еврейской истории, сказал, что редакторы Википедии «находились под сильным влиянием комментариев руководства ADL», которое заняло «гораздо более агрессивную позицию, чем большинство академических исследователей, в размывании различий между антисионизмом и антисемитизмом». По словам генерального директора ADL Джонатана Гринблатта, ADL сделает всё возможное, чтобы убедить руководство Википедии в том, что оно неправильно понимает ситуацию.
В июне 2024 года 43 крупные американские еврейские организации обратились в Фонд Викимедиа с просьбой пересмотреть решение английской Википедии по надёжности Антидиффамационной лиги как источника (считать «лишь в минимальной степени надёжным (то есть использование её информации зависит от контекста) по вопросам антисемитизма за пределами вопросов, связанных с Израилем и сионизмом»), заявив, что это затруднит усилия еврейской общины по защите себя от антисемитизма. В ответ на письмо этих организаций Викимедиа выпустила пресс-релиз, в котором отметила, что не вмешивается в работу сообщества Википедии.
В отчёте Антидиффамационной лиги за март 2025 года говорилось, что была выявлена «многолетняя кампания недобросовестных редакторов, направленная на пересмотр контента Википедии об Израиле и израильско-палестинском конфликте». Этот отчёт был процитирован в письме 23 членов Палаты представителей США в WMF, в котором они спрашивали, как WMF предотвращает антиизраильскую предвзятость в Википедии, и просили Википедию «предоставить нам данные о спорах по содержанию, отменах правок и действиях администраторов, связанных с антисемитской, антисионистской или антиизраильской предвзятостью». ADL заявила, что группа из более чем 30 редакторов Википедии целенаправленно внедряет на сайт «антисемитские идеи, антиизраильские предубеждения и дезинформацию». Согласно заявлению, это наиболее заметно в арабоязычных разделах, где статьи о ХАМАС направлены на прославление группировки, распространение её пропаганды; число подобных правок резко возросло после 7 октября 2023 года.